# Râmouchenti
Râmouchenti est un ancien gouverneur local égyptien du nome de l'Oryx en Moyenne-Égypte. Il n'est connu que par sa chapelle funéraire décorée (BH 27) à Beni Hassan. Dans la décoration de sa chapelle funéraire apparaissent plusieurs inscriptions fournissant le nom et les titres de Râmouchenti. Il est le « Grand suzerain du nome de l'Oryx ». C'est le titre principal des gouverneurs locaux. Parmi les autres titres, on trouve : « comte (Haty-a) », « Scelleur royal », « Ami unique », « Connaissance du roi », « Qui est dans la chambre », « Qui appartient à Nekhen » et « Suzerain de Nekheb ».
On ne sait pas grand-chose de sa famille. Cependant, les parents du gouverneur local Baqet III (enterré dans BH 15) sont une personne appelée Râmouchenti et une femme appelée Héteperaou. Les deux Râmouchenti pourraient être la même personne. Selon cette hypothèse, Râmouchenti était le père de Baqet III qui était très probablement son successeur.
La datation précise de Râmouchenti est incertaine, mais il appartient très probablement à la XIe dynastie.
La décoration de la chapelle de sa tombe n'est pas bien conservée et n'a pas encore été entièrement publiée. Les peintures ont été, à l'époque moderne, mal restaurées, ce qui les a beaucoup endommagées.